# Бьорк, Дел
Делберт Леонард Бьорк (англ. Delbert Leonard Bjork; 27 июня 1914, Дип-Ривер, Вашингтон — 26 августа 1988, Астория, Орегон) — профессиональный американский футболист и офицер армии США. Выступал на позиции тэкла в составе клуба «Чикаго Беарз». В 1938 году был включён в число участников Пробоула. Участник Второй мировой войны и войны в Корее. Награждён крестом «За выдающиеся заслуги» и медалью «Пурпурное сердце». Вышел в отставку в звании полковника.

## Биография
Делберт Бьорк родился в местечке Дип-Ривер в штате Вашингтон, вырос в городе Астория в Орегоне. В футбол начал играть во время учёбы в школе. Вместе с Эллиотом Бекеном он составил лучший в истории команды тандем гард — тэкл. После окончания школы Дел поступил в Орегонский университет, за команду которого играл с 1934 по 1936 год. В сентябре 1937 года Бьорк в составе сборной звёзд колледжей сыграл против «Грин-Бей Пэкерс». Игра прошла на стадионе «Солджер Филд» в Чикаго и завершилась победой его команды со счётом 6:0. Ранее он был выбран на драфте НФЛ клубом «Чикаго Беарз».
В Национальной футбольной лиге сыграл за «Беарз» в двадцати матчах, девять из них в стартовом составе. 12 декабря 1937 года играл в неудачном для «Чикаго» финале чемпионата НФЛ против «Вашингтон Редскинс». В 1938 году Дел вошёл в число участников Пробоула.
Во время Второй мировой войны Бьорк поступил на военную службу. В мае 1943 года в звании капитана он командовал ротой F 2-го батальона 17-го полка 7-й пехотной дивизии во время высадки на остров Атту. За храбрость и лидерские качества Делберт Бьорк был награждён крестом «За выдающиеся заслуги». Позднее он участвовал в боевых действиях на Филиппинах. Во время Битвы за Окинаву Бьорк в звании подполковника входил в штаб 184-го пехотного полка в составе 7-й дивизии.
После окончания войны Делберт остался на военной службе ещё на двадцать четыре года. С 1948 года он работал инструктором в Командно-штабном колледже в Форт Ливенворт. Участвовал в войне в Корее. В 1951 году работа Бьорка, посвящённая анализу десантных операций, вошла в сборник Military Review. После выхода в отставку в звании полковника он вернулся в Асторию, где преподавал физическую культуру и политологию в Клэтсоп Колледже. В 1982 году Делберт Бьорк был включён в Зал спортивной славы Орегона.
Скончался 26 августа 1988 года.

## Награды
За время военной службы Делберт Бьорк был удостоен следующих наград:
- крест «За выдающиеся заслуги»;
- Бронзовая звезда с четырьмя бронзовыми дубовыми листьями;
- Пурпурное сердце с двумя бронзовыми дубовыми листьями;
- Памятная медаль обороны Америки;
- медаль «За Американскую кампанию»;
- медаль «За Азиатско-тихоокеанскую кампанию» с наконечником стрелы и серебряной звездой;
- Медаль Победы во Второй мировой войне;
- медаль «За службу в оккупационной армии»;
- Медаль «За службу национальной обороне»;
- Медаль «За службу в Корее»;
- медаль «За службу ООН в Корее»;
- Благодарность президента Корейской республики;
- Значок боевого пехотинца.